# Purgatorio - Canto ventesimo

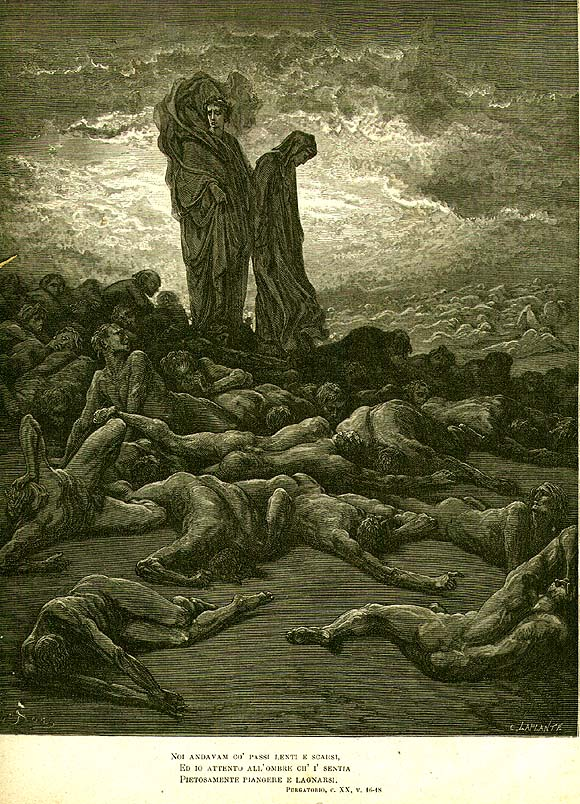
Ugo Capeto, illustrazione di Gustave Doré

Il ventesimo canto del Purgatorio di Dante Alighieri si svolge sulla quinta cornice, dove espiano le anime degli avari e prodighi; siamo nel mattino del 12 aprile 1300.

## Incipit
(Anonimo commentatore dantesco del XIV secolo)

## Temi e contenuti

### Invettiva contro la cupidigia - versi 1-15
Secondo il desiderio di Adriano V, Dante, benché desideroso di continuare il colloquio, si allontana insieme a Virgilio; i due camminano rasentando la roccia per evitare sia i tanti penitenti distesi a terra sia il pericoloso margine esterno della cornice. Il poeta scaglia un'invettiva contro la "antica lupa" che, come nel primo canto dell'Inferno simboleggia la cupidigia, e chiede quando dagli influssi celesti si determinerà un cambiamento che cacci dal mondo questo vizio.

### Esempi di povertà e di liberalità - vv. 16-33
Procedendo lentamente, Dante sente una voce che nel pianto loda Maria, esempio di povertà, Fabrizio Luscino, un console romano che preferì la povertà virtuosa a ricchezze guadagnate disonestamente, e il vescovo Niccolò (di Mira in Licia), ossia san Nicola da Bari, generoso verso tre ragazze per mantenerle sulla retta via. Sono tre esempi della virtù contraria al vizio punito in questo quinto girone, ossia l'avarizia.

### Ugo Capeto - vv. 34-123

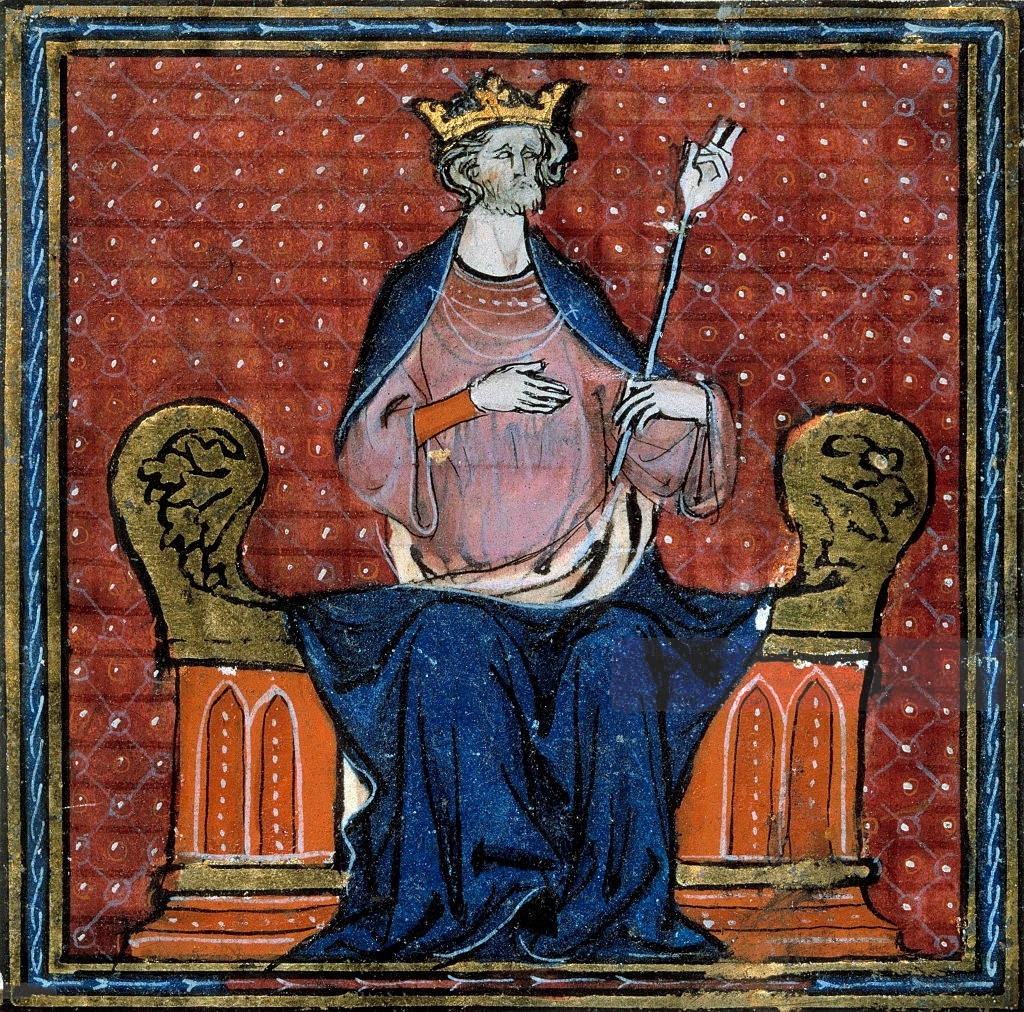
Ritratto medievale da un codice miniato del re Ugo Capeto

Dante si rivolge a chi ha espresso queste lodi chiedendo chi sia e perché gli altri non si uniscano alle sue parole. Promette in cambio preghiere quando tornerà sulla terra. Il personaggio risponde di essere stato "radice de la mala pianta" ovvero della malvagia dinastia che opprime tutti i cristiani e che di rado dà buoni frutti. Se le città della Fiandra potessero, si vendicherebbero subito dell'oppressione patita (è una profezia post eventum, la rivolta contro i Francesi avvenne nel 1302). Si presenta quindi come Ugo Ciappetta, capostipite di quella dinastia di vari Luigi e Filippi da cui è retta tuttora la Francia. Racconta di essere nato da un macellaio di Parigi; quando si estinse la dinastia dei re carolingi, grazie alla monacazione di uno zio ultimo erede della corona, Ugo si ritrovò con un immenso potere e, circondato di sostenitori, associò al regno il proprio figlio Roberto sancendo così la nascita della nuova dinastia dei Capetingi.
Egli presenta poi la degenerazione dei suoi discendenti, collegata all'avidità suscitata dall'acquisizione della contea di Provenza avvenuta nel 1246. La "rapina" compiuta con la forza e con l'inganno fu l'espansionismo ai danni di regioni come Piccardia, Normandia e Guascogna. Poi Carlo I d'Angiò venne in Italia e fece uccidere Corradino di Svevia (nel 1268). Dopo poco tempo Carlo di Valois entrò a Firenze sotto le apparenze di un paciere disarmato, ma con l'arma del tradimento le fece "scoppiar la pancia" (1301), traendo dall'impresa solo peccato e vergogna. Un terzo Carlo (Carlo lo Zoppo), catturato dagli Aragonesi durante la guerra del Vespro, patteggiò le nozze di sua figlia Beatrice con Azzo VIII d'Este come fanno i pirati con le schiave.
A questo punto Ugo Capeto prorompe in un'invettiva contro l'avarizia che ha indotto addirittura i suoi discendenti a non curarsi dei propri stessi figli. Il suo discorso continua con un'altra profezia post eventum: il fiordaliso, simbolo araldico dei re di Francia, entrerà in Anagni e giungerà a catturare il vicario di Cristo (papa Bonifacio VIII) (1303). Così Cristo sarà un'altra volta deriso e insultato fino alla morte, mentre i ladroni continuano a vivere. L'avidità insaziabile del nuovo Ponzio Pilato (che è Filippo il Bello) lo spingerà a confiscare illegittimamente i beni dei Templari.
Conclude la sua amara esposizione invocando da Dio giusta vendetta sui suoi discendenti. Risponde quindi all'altra domanda di Dante, spiegando che gli esempi di povertà sono proclamati durante il giorno, mentre di notte le anime ricordano esempi di avarizia: Pigmalione di Tiro, re Mida, Acan che rubò oggetti sacri a Gerico, Anania e Saffira (dagli Atti degli Apostoli), Eliodoro, Polimnestore, Marco Licinio Crasso. Le anime parlano a voce più o meno alta secondo l'intensità dell'ammirazione (per le virtù) o dell'indignazione (per i vizi). Perciò Dante ha avuto l'impressione che fosse solo Ugo a lodare i tre esempi di virtù, ma in realtà le anime vicine parlavano a voce bassa.

### Terremoto e canto delGloria- vv. 124-151
Mentre i due pellegrini si allontanano, il monte del Purgatorio è scosso da un violento terremoto che riempie Dante di terrore, seguito da un grido corale; Virgilio rassicura il poeta, mentre Dante discerne nel potente grido le parole dell'inno Gloria in excelsis Deo. I due si fermano finché quel canto si conclude, poi riprendono il percorso fra le anime degli avari. Dante non osa domandare a Virgilio spiegazioni per non rallentare il cammino e nemmeno è in grado di capire l'accaduto, quindi procede pieno di timore e di dubbi.

## Analisi
Dopo l'incontro col papa Adriano V, esempio di avidità nell'ambito della Chiesa, in questo canto Dante incontra Ugo Capeto, progenitore della dinastia monarchica di Francia in cui il poeta vede gravissimi esempi di questo vizio. Nell'ideale politico di Dante, espresso nella Monarchia, solo una forte autorità esercitata dall'imperatore potrebbe ricondurre entro giusti limiti le ambizioni dei potenti; invece la monarchia francese abusa del proprio potere a danno degli altri popoli e della Chiesa stessa.
Nelle parole di Ugo Capeto Dante fa risuonare la propria esecrazione per i comportamenti tenuti in Italia nel proprio tempo da Carlo d'Angiò, Carlo di Valois e Carlo lo Zoppo. Parole durissime bollano poi Filippo il Bello che ha osato affrontare Bonifacio VIII con un gesto di prepotenza senza precedenti (il cosiddetto schiaffo di Anagni). In questo caso, il papa non è fatto oggetto delle gravi accuse espresse da Dante in altri canti della Commedia, ma è visto come Vicario di Cristo, così che la sua dignità calpestata appare come una seconda passione inflitta a Gesù Cristo. In questo ampio discorso di Ugo Capeto i fitti riferimenti storici tuttavia sono imprecisi nell'indicazione del re come figlio di un macellaio, secondo una tradizione infondata, e nell'affermazione che fu l'eredità della contea di Provenza a dare inizio alla politica di espansionismo e di usurpazione, il che è smentito dalla cronologia degli eventi stessi cui il canto fa riferimento.
Il tema dell'avarizia e avidità è in questo canto sviluppato con un linguaggio particolarmente espressivo, anche mediante i numerosi artifici retorici. In primo piano l'anafora "veggio...veggiolo...veggio" (vv.86, 88, 91) che sottolinea la profezia relativa a Filippo il Bello. Si notano inoltre delle apostrofi: v.10 (contro l'"antica lupa", la cupidigia), v.13 (invocazione di Dante al cielo perché con i suoi influssi susciti un ravvedimento degli uomini), v.82 (ancora contro la cupidigia, da parte di Ugo), v.94 (a Dio perché punisca i re di Francia). Numerose metafore sottolineano la tensione espressiva: in particolare "radice de la mala pianta" (v.43 e seguenti), "scoppiar la pancia" (v.75; qui emerge un registro volutamente basso), "le cupide vele" (v.93).